# Vincent Schiavelli
Vincent Schiavelli est un acteur américain, né le 11 novembre 1948 à Brooklyn (New York) et mort le 26 décembre 2005 à Polizzi Generosa (Sicile) des suites d'un cancer du poumon.

## Biographie
Issu d'une famille italo-américaine, Vincent Schiavelli est surnommé « L'homme aux yeux tristes ». Découvert par Miloš Forman qui l'engage sur Taking Off (1971), il collaborera avec le cinéaste à plusieurs reprises. Reconnaissable à sa grande taille (1,98 m), il est apparu dans plus de 157 films et séries télévisées, généralement dans des rôles secondaires. 
Grand amateur de cuisine italienne, et cuisinier lui-même, il est l'auteur de trois livres sur la cuisine italienne. En 2002, il s'installe en Sicile avec sa compagne, l'actrice Katia Vitale. Gros fumeur, il meurt trois ans plus tard, à 57 ans d'un cancer du poumon.

## Filmographie

### Cinéma
- 1971 : Taking Off : Schiavelli
- 1974 : Gatsby le Magnifique (The Great Gatsby) : l'homme maigre
- 1974 : Ma femme est dingue (For Pete's Sake) : Check-out Man
- 1975 : The Happy Hooker : le gourou de la musique
- 1975 : Vol au-dessus d'un nid de coucou (One Flew Over the Cuckoo's Nest) : Frederickson
- 1976 : Next Stop, Greenwich Village : l'homme de la fête
- 1976 : Angels : Tex
- 1977 : Un autre homme, une autre chance : le voyageur dans le train
- 1978 : La Femme libre (An Unmarried Woman) : l'homme de la fête
- 1979 : Les Joyeux Débuts de Butch Cassidy et le Kid (Butch and Sundance: The Early Days) : le gardien
- 1979 : Le Rabbin au Far West (The Frisco Kid) : le frère Bruno
- 1980 : The Return : le prospecteur
- 1980 : The Gong Show Movie : Mario Romani
- 1980 : Seed of Innocence : Leo
- 1981 : American Pop : le propriétaire du théâtre (voix)
- 1981 : Chu Chu and the Philly Flash de David Lowell Rich : B. J.
- 1982 : Les Croque-morts en folie (Night Shift) de Ron Howard : Carl
- 1982 : Ça chauffe au lycée Ridgemont (Fast Times at Ridgemont High) : M. Vargas
- 1984 : Kidco : Phil Porzinski
- 1984 : Les Aventures de Buckaroo Banzaï à travers la 8e dimension (The Adventures of Buckaroo Banzai Across the 8th Dimension) : John O'Connor
- 1984 : Amadeus : le valet de Salieri
- 1985 : Gagner ou mourir (Better Off Dead) : M. Kerber
- 1987 : Dorf on Golf : Leonard
- 1988 : Dorf and the First Games of Mount Olympus (vidéo) : Leonard
- 1988 : Time Out : le réceptionniste
- 1989 : Cold Feet (en) : Vet
- 1989 : Voyageurs sans permis (Homer & Eddie) d'Andreï Kontchalovski : le prêtre
- 1989 : Valmont : Jean
- 1990 : Playroom : Roman Hart
- 1990 : Penny Ante: The Motion Picture : Davidson
- 1990 : Mister Frost : Angelo
- 1990 : Ghost : le fantôme du métro
- 1990 : Waiting for the Light : Mullins
- 1991 : Ted and Venus de Bud Cort : l'éditeur
- 1991 : Le Menteur et le Tricheur (Another You) : le dentiste
- 1992 : Miracle Beach (en) de Skott Snider : Mystic
- 1992 : Batman : Le Défi (Batman Returns) : Organ Grinder
- 1993 : Painted Desert : Harry
- 1993 : Living and Working in Space: The Countdown Has Begun (vidéo) : le mineur #1
- 1994 : Cultivating Charlie : Martin
- 1994 : Lurking Fear : Knaggs
- 1995 : Les trois ninjas se révoltent (3 Ninjas Knuckle Up) : le maire
- 1995 : La Petite princesse (A Little Princess) : Mr Barrow
- 1995 : Le Maître des illusions (Lord of Illusions) : Vinovich
- 1995 : Two Much : le sommelier
- 1996 : Larry Flynt (The People vs. Larry Flynt) : Chester
- 1997 : L'Éducatrice et le Tyran (The Beautician and the Beast) de Ken Kwapis : le prisonnier
- 1997 : Demain ne meurt jamais (Tomorrow Never Dies) : Dr Kaufman
- 1998 : Love Kills (en) : Emmet
- 1998 : Dry Martini : Versini
- 1998 : La Cena informale
- 1998 : Restons groupés : Gary
- 1998 : Rusty, chien détective (Rusty : A Dog's Tale) : Carney Boss
- 1998 : Milo de Pascal Franchot : Dr Matthew Jeeder M.D.
- 1999 : Inferno (Coyote Moon) (vidéo) : M. Singh
- 1999 : Treehouse Hostage : le jardinier
- 1999 : Man on the Moon : Maynard Smith
- 1999 : The Prince and the Surfer : Baumgarten
- 2000 : American Virgin : le chauffeur
- 2000 : 3 Strikes : Cortino
- 2001 : American Saint : Charley Grebbini
- 2002 : Mort à Smoochy (Death to Smoochy) : Buggy Ding Dong
- 2002 : Hé Arnold !, le film (Hey Arnold!: The Movie) : M. Bailey (voix)
- 2002 : Solino : Regisseur Baldi
- 2002 : The 4th Tenor : Marcello
- 2003 : Baggage : Thomas Horelick
- 2003 : Baadasssss! de Mario Van Peebles : Jerry
- 2003 : Gli Indesiderabili : Frank Frigenti
- 2004 : A Pena do pana : M. Baker / U furnaiu / Il fornaio
- 2005 : Miracle à Palerme (Miracolo a Palermo!) : Federico II

### Télévision

#### Téléfilms
- 1972 : The Corner Bar : Peter Panama
- 1978 : Rescue from Gilligan's Island (en) : Dimitri
- 1980 : Escape : J.W. White
- 1980 : White Mama : le médecin
- 1980 : Patrouille de nuit à Los Angeles (Nightside) : Tom Adams
- 1983 : Likely Stories, Vol. 4
- 1983 : Miss Lonelyhearts : Sick-Of-It-All
- 1984 : The Ratings Game : Skip
- 1985 : Lots of Luck : le maigrisson
- 1986 : Fast Times : M. Hector Vargas
- 1987 : Bride of Boogedy : Lazarus
- 1995 : The Courtyard : Ivan
- 1995 : Brothers' Destiny : Davisport
- 1995 : Le Mystère de la montagne ensorcelée (Escape to Witch Mountain) (TV) : Waldo Fudd
- 1995 : Le Prince et le Souffre-douleur (The Whipping Boy) : Cutwater
- 1996 : American Yakuza 2 (en) (Back to Back) : Leonardo
- 1997 : The Eddie Files : Vincent
- 1998 : Casper et Wendy (Casper Meets Wendy) : Vincent
- 1999 : Une niche pour deux (The Pooch and the Pauper) : Willy Wishbow
- 1999 : Heat Vision and Jack : Frank / Paragon
- 2001 : Blanche-Neige (Snow White: The Fairest of Them All) : Mercredi, le nain jaune
- 2003 : Ferrari : M. Paradise
- 2003 : Maximum Surge Movie : Hellman
- 2005 : La Bambina dalle mani sporche : Silva Roibes

#### Séries télévisées
| Année | Série                              | Rôle                        | Saison | Épisode(s) | Titre                                                               |
| ----- | ---------------------------------- | --------------------------- | ------ | ---------- | ------------------------------------------------------------------- |
| 1977  | Starsky et Hutch                   | Weeze                       | 3      | 4          | Enquêtes en tous genres                                             |
| 1977  | Drôles de dames                    | Freddie                     | 2      | 21         | Une voix s'éteint                                                   |
| 1979  | Pour l'amour du risque             | ????                        | 1      | 10         | Chantage au mariage                                                 |
| 1985  | Madame est servie                  | Patron de l'hôtel           | 2      | 2          | L'Amour fou (2e partie)                                             |
| 1985  | Les Enquêtes de Remington Steele   | Léon Pulver                 | 4      | 10         | Meurtre à l'antenne                                                 |
| 1985  | Punky Brewster                     | Mr Pieces                   | 2      | 6 07       | The Perils of Punky - Part 1 (VO) The Perils of Punky - Part 2 (VO) |
| 1985  | Chasseurs d'ombres                 | Theo                        | 1      | 2          | La Malédiction de Toutankhamon                                      |
| 1986  | MacGyver                           | Lyle                        | 2      | 13         | Bienvenue à l'Ouest                                                 |
| 1987  | Star Trek : La Nouvelle Génération | Le vendeur d'arme           | 1      | 21         | The Arsenal of Freedom                                              |
| 1988  | Deux flics à Miami                 | Lawrence Fawler             | 5      | 17         | Un monde difficile                                                  |
| 1991  | Parker Lewis ne perd jamais        | Le conseiller d'orientation | 2      | 4          | Le Choc du futur                                                    |
| 1991  | Les Contes de la crypte            | Un SDF                      | 3      | 10         | En faire son deuil (Mournin' Mess)                                  |
| 1992  | Highlander                         | Leo Atkins                  | 1      | 4          | Coupable d'innocence                                                |
| 1994  | X-Files : Aux frontières du réel   | Lanny                       | 2      | 20         | Faux frères siamois                                                 |
| 1997  | Buffy contre les vampires          | Oncle Enyos                 | 2      | 13 14      | Innocence                                                           |
| 1999  | Dharma et Greg                     | Mr Carter                   | 3      | 3          | Dharma vit un enfer                                                 |
| 1999  | Sabrina, l'apprentie sorcière      | ????                        | 4      | 17         | Salem's Daughter                                                    |
| 2001  | Temps mort                         | ????                        | 1      | 2          | Et que ça saute                                                     |

## Voix françaises
- Bernard Alane dans Casper et Wendy
- Roger Coggio dans Vol au-dessus d'un nid de coucou
- Maurice Risch dans Amadeus (1er doublage)
- Jacques Ciron dans Les Aventures de Buckaroo Banzaï à travers la 8e dimension
- Philippe Peythieu dans la série animée Batman et dans Amadeus (version Director's cut de 2002)
- Pierre Hatet dans Ghost
- Jean-Claude Sachot dans Batman : Le Défi
- Marc Alfos dans Highlander (série télévisée)
- Jean-Claude Balard dans Larry Flynt
- Mostéfa Stiti dans Le Maître des illusions
- Albert Augier dans Demain ne meurt jamais